# Demografía de San Marino
La población de San Marino está compuesta por los nativos sanmarineses y por ciudadanos italianos. Antiguamente la economía se basaba en el trabajo de la piedra en las canteras, el ganado ovino y el cultivo de la tierra. No posee recursos mineros. 
Población:
26.937 (julio de 2000 est.)
Estructura por edad:

0-14 años:
16% (hombres 2.181; mujeres 2.038)

15-64 años:
68% (hombres 8.992; mujeres 9.425)

65 años y más:
16% (hombres 1.849; mujeres 2.452) (2000 est.)
Tasa de crecimiento:
1,49% (2000 est.)
Tasa de natalidad:
10,88 nacimientos/1.000 habitantes (2000 est.)
Tasa de mortalidad:
7,65 muertos/1.000 habitantes (2000 est.)
Tasa neta de migración:
11,62 migrantes/1.000 habitantes (2000 est.)
Proporción entre sexos:

al nacimiento:
1 hombre/mujer

a los 15 años:
1,07 hombres/mujer

15-64 años:
0,95 hombres/mujer

65 años y más:
0,75 hombres/mujer

total:
0,94 hombres/mujer (2000 est.)
Tasa de mortalidad infantil:
6,33 muertes/1.000 nacido vivos (2000 est.)
Esperanza de vida al nacer:

Total:
81,14 años

hombres:
77,57 años

mujeres:
85,02 años (2000 est.)
Tasa de fecundidad:
1,29 niños/mujer (2000 est.)
Nacionalidades:

nombre:
Sanmarineses
Grupos étnicos:
Sanmarineses, italianos
Religiones:
Catolicismo, 99%
Lenguas:
Italiano
Alfabetización:

definición:
Mayores de 10 años que saben leer y escribir

total de la población:
96%

hombres:
97%

mujeres:
95% (1976 est.)

- Datos: Q2337622
- Multimedia: Demographics of San Marino / Q2337622